# Linda (film)
Linda är en ungdomsfilm gjord av Malmöfilmarna Peter Borg, Johan Dernelius och Anders Jönsson och hade lokal biopremiär på Victoriateatern i Malmö, december 1982.

## Handling
Filmen handlar om den unga Linda (Yonna Nelson) som efter sin fars död sakta dras in i ett narkotikaberoende. Pojkvännen Håkan finns alltid i närheten men inser inte att hon får större och större problem med narkotika. Både ekonomiska och personliga. Filmen innehåller även mycket action med ett raggargäng som gör livet surt för Linda och Håkan. En biljakt slutar med en kraschad fest med mycket ungdomsfylla. Lindas langare (Anders Johansson) och hans boss (Peter Borg) kidnappar Linda i slutet. Detta leder till en tragisk vändning för det unga paret.

## Omdöme
Kvällsposten var den enda tidning som recenserade filmen och gav den en "trea". Där skrev recensenten bland annat "Proffsigt om och av ungdomar". Filmen gick på Victoriabiografen under två veckor och turnerade sedan runt på olika skolor i Skåne. Den tävlade i och vann även två filmtävlingar, Skolornas Filmfestival (april 1983) och den internationella filmtävlingen UNICA (hösten 1984) i Karl-Marx Stadt i forna Östtyskland där den fick pris för bästa film i klassen Youth in our time.

## Musiken
Musiken till filmen är inspelad av medlemmar från Malmöbaserade hårdrocksgruppen Silver Mountain med bland annat Jens Johansson (keyboard), Anders Johansson (trummor), Per Stadin (bas) och Jonas Hansson (gitarr och sång) och har en central roll i filmens handling. Filmens ledmotiv är skriven av huvudrollsinnehavaren Yonna Nelson som sjunger tillsammans med Anna-Maria Kronqvist.

## Övrigt om filmen
Filmen Linda spelades in sommaren 1982 i Malmö. Många scener är inspelade i Slottsstaden, i höghuset Kronprinsen, på Kilian Zollsgatan och i området Holma.
Filmen är mest känd för att den var inspelad av ett gäng ungdomar som gick i gymnasiet i Malmö. Alla skådespelarna var amatörer och de flesta kom från antingen Malmö Borgarskola eller S:t Petri skolan. Ungdomarna bildade filmkollektivet CULTfilm där de gjorde ett flertal uppmärksammade filmer. Många scener är inspelade i centrala Malmö. En längre scen är inspelad på centralstationen där Linda och hennes kille (Johan Dernelius) träffar några andra ungdomar för att planera för en fest. En annan scen är inspelad på Mc Donalds uteserveringen på Gustav Adolfstorg där ett ungdomsgäng bestående av raggarbossen Chefen (Anders Jönsson) och hans hantlangare Robban (Jonas Jung), Birre (Magnus Ralborn) och Kirre (Jörgen Holmqvist) bråkar med Linda och Håkan. Ett slagsmål utbryter på uteserveringen. Linda och Håkan lyckas fly till sin bil och sedan utbryter en biljakt som slutar i en lagerlokal i inre hamnen (numera det sk. Magasinet).
På en rockklubb ser man delar av en konsert med Dan Hylander, Py Bäckman och Raj Montana band. Konsertdelen är inspelad på gamla KB (vid Erikslust) och scenen när Linda och Håkan planerar att åka till en fest på rockklubben Fredman (Regementsgatan) i Malmö.
I filmens slut dör Linda under tragiska omständigheter och dessa scener är inspelade sydväst om Malmö, i Klagshamn. Här är det Lindas knarkdealare Robban (Peter Borg) och hans två kompanjoner Krulle (Anders Johansson) och Nurre (Per Stadin) som medverkar till hennes plötsliga död.

## Kuriosa
De unga Malmöfilmarna Peter Borg, Johan Dernelius och Anders Jönsson bildade 1981, filmkollektivet Cultfilm som fortsatte att producera kort- och långfilm under många år. Yonna Nelson lämnade tidigt för att satsa på musik och konst. Andra filmer som Cultfilm producerade var splatterfilmen Fränder (1986), och den kanske mest kända komediskräckfilmen Scorched Heat (1988) med TV-programledaren Harald Treutiger i huvudrollen som spökjägare. Sista gemensamma film var Sounds of Silence (1989) som gjordes tillsammans med Mats Hallesjö (foto och klippning) och Lars Hallesjö (ljuddesign).

## Rollista i urval
- Yonna Nelson - Linda (huvudroll)
- Johan Dernelius - Håkan (huvudroll)
- Anders Jönsson - Gängledaren Chefen)
- Jonas Jung - Gängmedlem 1
- Magnus Ralborn - Gängmedlem 2
- Jörgen Holmqvist - Gängmedlem 3
- Steve Smith - Gängmedlem 4
- Peter Borg - Knarkdealare (boss)
- Anders Johansson - langare 1
- Per Stadin - langare 2
- Karin Lindh - missbrukare
- Anders Rydström - partykille med bil
- Stefan Reinke - missnöjd kund
- Patrik Lundström - gitarrist på fest
- Anna-Maria Kronqvist - kvinna i badkar
- Truls Nylander - spelar piano på fest
- Boel Mörsin - partybrud
- Annika Sundén - partybrud
- Anders Månsson - berusad partykille
- Fredrik Sieradzki - Stefan
- Hans Beckman - läkaren
- Lennart Bergengård - Polis 1
- Jonas Cavalli - Björkman - Polis 2
- Py Bäckman - Py Bäckman
- Dan Hylander - Dan Hylander